# عباس بلوندی
عباس بلوندی (زادهٔ ۱۶ فروردین ۱۳۴۹ در اندیمشک) طراح صحنه و لباس اهل ایران است. او در سی و ششمین دورهٔ جشنواره فیلم فجر برندهٔ سیمرغ بلورین بهترین طراحی صحنه برای فیلم سرو زیر آب شد.
عباس بلوندی، طراح صحنه و لباس برجسته سینمای ایران، هنرجوی انجمن سینمای جوان ایران در سال 1369 و دانش آموخته مرکز آموزش فیلمسازی باغ فردوس، ایشان از سال 1374 وارد عرصه سینما شد. فعالیت حرفه‌ای او با طراحی صحنه و لباس در فیلم "پرواز خاموش" (1377) آغاز شد و در طول نزدیک به سه دهه، در پروژه‌های متعدد کارگردانان برجسته‌ای چون خسرو سینایی، شهرام اسدی، سعید سهیلی، ابراهیم حاتمی‌کیا و کیومرث پوراحمد و محمد علی باشه آهنگرد و داوود میر باقری به عنوان مدیر هنری و طراح صحنه و لباس همکاری کرده است.
عباس بلوندی همچنین در طراحی و ساخت موزه نفت آبادان، موزه نفت سبزوار، و طراحی فرهنگسرا و دکورهای استودیویی فعالیت داشته است. همچنین طراحی و ساخت دکور برنامه های نمایشی و دکور های سینمایی و سریال و همچنین طراحی دکورهای استودیویی موسیقی برای خوانندگان سرشناس ایران از جمله علیرضا افتخاری ، علیرضا قربانی ، زنده یاد ایرج بسطامی ، حسام الدین سراج ، سالار عقیلی ،عبد الحسین مختاباد ،امین الله رشیدی، استاد جلیل شهناز وتعدادی دیگر لز خوانندگان سرشناس ایرانی و نیز طرایحی چندین  غرفه نمایشگاهی در نمایشگاه بین المللی تهران از دیگر فعالیت‌های برجسته ایشان است که نشان از تنوع و گستردگی فعالیت‌های او در حوزه‌های مختلف سینمایی، هنری، فرهنگی و معماری دارد.

### فهرست آثار سینمایی:
1. پرواز خاموش - عبدالحسن برزیده (طراح صحنه/طراح لباس، 1377)
2. نیمه گمشده - محمدعلی باشه آهنگر (طراح صحنه/طراح لباس، 1378)
3. افسانه شهر جنگی - اپیزودیک، 1381)
4. نبات داغ - محمدعلی باشه آهنگر (طراح صحنه/طراح لباس، 1384)
5. شب بخیر فرمانده - انسیه شاه حسینی (طراح صحنه/طراح لباس، 1385)
6. مثل یک قصه - خسرو سینایی (طراح صحنه/طراح لباس، 1385)
7. ژانی گل - جمیل رستمی (طراح صحنه/طراح لباس، 1386)
8. فرزند خاک - محمدعلی باشه آهنگر (طراح صحنه/طراح لباس، 1387)
9. موش - شاهد احمدلو (طراح صحنه/طراح لباس، 1387)
10. چارچنگولی - سعید سهیلی (طراح صحنه/طراح لباس، 1387)
11. شب واقعه - شهرام اسدی (طراح صحنه/طراح لباس، 1388)
12. همبازی - غلامرضا رمضانی (طراح صحنه/طراح لباس، 1388)
13. بیداری رویاها - محمدعلی باشه آهنگر (طراح صحنه/طراح لباس، 1388)
14. یکی از میان ما - حمید بهمنی (طراح صحنه/طراح لباس، 1389)
15. چشم - جمیل رستمی (طراح صحنه/طراح لباس، 1389)
16. ملکه - محمدعلی باشه آهنگر (طراح صحنه/طراح لباس، 1390)
17. گشت ارشاد 1 - سعید سهیلی (طراح صحنه/طراح لباس، 1390)
18. اینجا شهر دیگریست - احمدرضا گرشاسبی (طراح صحنه/طراح لباس، 1390)
19. چ - ابراهیم حاتمی‌کیا (طراح صحنه/طراح لباس، 1391)
20. رنج و سرمستی - جهانگیر الماسی (طراح صحنه/طراح لباس، 1391)
21. پنجاه قدم آخر - کیومرث پوراحمد (طراح صحنه/طراح لباس، 1392)
22. آزادی مشروط - حسین مهکام (طراح صحنه/طراح لباس، 1392)
23. هیهات- اپیزودیک، ( 1393)
24. یتیم خانه ایران - ابوالقاسم طالبی (طراح صحنه/طراح لباس، 1394)
25. گشت ارشاد 2 - سعید سهیلی (طراح صحنه، 1395)
26. سرو زیر آب - محمدعلی باشه آهنگر (طراح صحنه/طراح لباس، 1395)
27. بی تار - جمیل رستمی (طراح صحنه/طراح لباس، 1397)
28. کارو - احمد مرادپور (طراح صحنه/طراح لباس، 1398)
29. تک تیرانداز - علی غفاری (طراح صحنه، 1399)
30. خط نجات - وحید موسائیان (طراح صحنه، 1400)
31. سینما متروپل – محمد علی باشه آهنگر ( طراح صحنه / طراح لباس1401)
32. سریال پایتخت 5 و 6 - سیروس مقدم ( مشاور طراحی)
33. سریال سلمان فارسی – داوود میرباقری ( مدیر هنری و طراحی ، بخش ایران باستان- 1399 تا اکنون)

### جوایز:
- 1-      سیمرغ بلورین بیست و هشتمین جشنواره فیلم فجر - طراحی صحنه و لباس برای فیلم  "شب واقعه"
- 2-      سیمرغ بلورین سی‌امین جشنواره فیلم فجر - طراحی صحنه و لباس برای فیلم   "ملکه"
- 3-      سیمرغ بلورین سی و ششمین جشنواره فیلم فجر - طراحی صحنه برای فیلم  "سرو زیر آب"
- 4-      تندیس خانه سینما - طراحی صحنه برای فیلم  "ملکه"
- 5-      تندیس خانه سینما - طراحی صحنه برای فیلم  "یتیم خانه ایران"
- 6-      تندیس جشن انجمن منتقدان - طراحی صحنه و لباس برای فیلم"چ"
- 7-      تندیس جشن حافظ دوره چهاردم - طراحی صحنه و لباس برای فیلم "فرزند خاک"
- 8-      تندیس جشن حافظ دوره شانزدهم -  طراحی صحنه و لباس برای  فیلم  "چ "و فیلم  "ملکه"
- 10-   دیپلم افتخار از چندین جشنواره معتبر سینمای و هنری و کاندید های چندین دوره از سیمرغ بلورین جشنواره فیلم فجر
- 9-      داری نشان درجه دو هنری ایران